# Sorbus yuana
Sorbus yuana är en rosväxtart som beskrevs av Stephen Alex Spongberg. Sorbus yuana ingår i släktet oxlar, och familjen rosväxter. Inga underarter finns listade i Catalogue of Life.